# 18 Pułk Piechoty Honwedu
18 Pułk Piechoty Honwedu (HonvIR 18, HIR.18) – pułk piechoty królewsko-węgierskiej Obrony Krajowej.  
Pułk został utworzony w 1886 roku. Okręg uzupełnień – Sopron (niem. Ödenburg) i Kőszeg.
Kolory pułkowe: szary (niem. schiefergrau), guziki złote. Skład narodowościowy w 1914 roku 54% – Niemcy, 39% –- Węgrzy. 
Komenda pułku oraz bataliony I i II stacjonowały w Sopronie, natomiast III batalion w Kőszegu.
W 1914 roku wszystkie bataliony walczyły na froncie wschodnim. Bataliony wchodziły w skład 73 Brygady Piechoty Honwedu należącej do 37 Dywizji Piechoty Honwedu, a ta z kolei do V Korpusu 2 Armii.

## Komendanci pułku
- płk Ludwig Brunswik von Korumpa (1914[3])